# Нафиков, Марат Закиевич
Марат Закиевич Нафиков (род. 21 февраля 1938, Уфа) — инженер-механик. Доктор технических наук (2010), профессор кафедры механического факультета Башкирского государственного аграрного университета.

## Биография
Марат Закиевич Нафиков родился 22 февраля 1948 года в городе Уфе Республики Башкортостан. В 1966 году окончил с серебряной медалью уфимскую среднюю школу № 11. В молодости занимался спортом, был чемпионом Башкирской АССР по борьбе самбо.
В 1971 году окончил Уфимский авиационный институт (ныне Уфимский государственный авиационный технический университет). По окончании вуза был распределен на работу в Башкирский государственный аграрный университет (БГАУ), где и работает по настоящее время. Учился в аспирантуре, в 1982 году защитил кандидатскую диссертацию. В 2010 году защитил докторскую диссертацию на тему: «Обоснование технологических процессов и разработка технических средств восстановления автотракторных деталей электроконтактной наплавкой». Получил учёную степень доктора технических наук. Профессор Башкирского государственного университета.
В 2012—2015 годах занимал должность заведующего кафедрой теоретической и прикладной механики.

## Научная деятельность
Область научных интересов: пайка, сварка металлов, восстановление изношенных деталей машин и оборудования наплавкой. С участием Марата Закиевича Нафикова в университете были разработаны технологические процессы и установки, внедренные на предприятиях агросервиса РБ.
Марат Закиевич Нафиков имеет 35 изобретений, является автором около 170 научных работ. Под его руководством в университете были подготовлены и защищены три кандидатские диссертации (И. И. Загиров и А. А. Зайнуллин и др.).

### Труды
- Нафиков М. З. Параметры электроконтактной наплавки Текст. / М. З. Нафиков // Технология металлов. 2005. № 7. С. 29-31.
- Нафиков М. З. Влияние износа ролика-электрода на качество сварного соединения при электроконтактной наплавке Текст. / М. З. Нафиков, И. И. Загиров // Ремонт, модернизация, восстановление. 2006. № 5. С. 30-31.
- Нафиков М. З. Разборные образцы для исследования электроконтактной наплавки. / М. З. Нафиков, И. И. Загаров, Р. Н. Сайфуллин // Ремонт, восстановление, модернизация. 2008. № 5. С. 41.
- Нафиков М. З. Формирование сплошного металлопокрытия при электроконтактной наплавке валов. / М. З. Нафиков // Упрочняющие технологии и покрытия. 2006. № 9. С. 24-29.
- Нафиков М. З. Электроконтактная наплавка эффективный способ восстановления валов. / М. З. Нафиков // Упрочняющие технологии и покрытия. 2007. № 11. С. 21-24.
- Нафиков М. З. Защита шпоночных пазов при восстановлении изношенных валов Текст. / М. З. Нафиков, Н. С. Юдин // Механизация и электрификация сельского хозяйства. 1990. № 4. С. 52.

## Награды и звания
- Знак «Изобретатель СССР»